# Collegio dei consultori
Il collegio dei consultori è un organismo diocesano, introdotto dal Codice di Diritto Canonico (can. 502), che affianca nell'amministrazione economica della diocesi il Vescovo che, per alcune scelte di particolare rilevanza, ha bisogno del suo consenso. 
Esso, in caso di sede vacante, sostituisce il consiglio presbiterale e nomina l'amministratore diocesano entro 8 giorni dalla notifica della sede vacante della diocesi (can. 421 § 1). Quando la sede è vacante o impedita è presieduto da chi sostituisce interinalmente il vescovo o dal sacerdote più anziano di anzianità sacerdotale presente nel collegio dei consultori.
È composto da sacerdoti, in un numero compreso tra 6 e 12, scelti liberamente dal vescovo tra quelli del Consiglio presbiterale.
Dura in carica un quinquennio e, comunque, finché non viene costituito il nuovo collegio (can. 502 § 2).
Il collegio deve essere sentito (con voto non vincolante) dal vescovo nei seguenti casi: prima di indire il sinodo diocesano (can. 461 § 1); per l'erezione, soppressione o modifica in modo rilevante delle parrocchie (can. 515 § 2); quando si tratti di stabilire le norme circa la destinazione delle offerte ricevute dai fedeli in occasione dello svolgimento di qualche incarico parrocchiale e di provvedere alla remunerazione dei sacerdoti che svolgono tale incarico (can. 531); in merito all'opportunità di costituire il consiglio pastorale in ogni parrocchia della diocesi (can. 536 § 1); per la costruzione di nuove chiese (can. 1215 § 2); per la riduzione di una chiesa ad uso profano non indecoroso (can. 1222 § 2); prima di imporre alle persone giuridiche sottoposte al suo governo un contributo per le necessità della diocesi, ovvero alle persone fisiche e giuridiche, in caso di grave necessità, una tassa straordinaria e moderata (can. 1263); prima di decidere se dare luogo a riunioni domenicali senza la celebrazione dell'Eucaristia; prima di stabilire la remunerazione che i sacerdoti ricevono dagli enti ecclesiastici presso i quali esercitano il ministero. 